# Taça de Jã

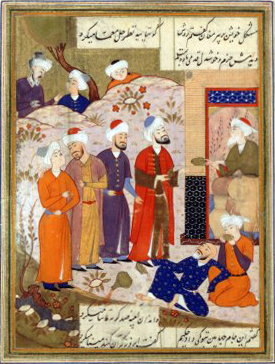
Hafez olhando para a Taça de Janxide, Biblioteca Nacional da França, manuscrito turco de 1477, autor desconhecido, de Xiraz, Irã

Taça de Jã ( em persa: جام جم; lit.  "jām-e Jam ") é uma taça de adivinhação, que na mitologia persa foi possuída pelos governantes do antigo Grande Irã. Seu nome está associado a Jã, uma figura mitológica da cultura e tradição iranianas. A taça também foi chamada de Taça de Jaã nama (Jam-e Jahan nama), Taça de Jaã Ara (Jam-e Jahan Ara), Taça de Giti nama (Jam-e Giti nama) e Taça de Caicosroes (Jam-e Kei-khosrow).
A taça tem sido tema de muitos poemas e histórias persas.  Muitos autores atribuíram o sucesso do Império Persa à posse deste artefato. Aparece extensivamente na literatura persa .
Dizia-se que a taça era preenchida com um elixir de imortalidade e era usada para perscrutar. Como mencionado por Ali-Akbar Dehkhoda , acreditava-se que todos os sete céus do universo poderiam ser observados olhando para ele.  Acreditava-se ter sido descoberto em Persépolis nos tempos antigos.  Dizia-se que o mundo inteiro estava refletido nele, e adivinhações dentro do cálice revelavam verdades profundas.  Às vezes, especialmente em representações populares como A lenda heroica de Arslano, a taça foi visualizada como uma bola de cristal. A tradução inglesa da Épica dos Reis de Helen Zimmern usa o termo "globo de cristal".
A Taça dos Sete Anéis de Jã é mencionada no poema clássico Rubaiyat do persa Omar Caiam, do século XI. Veja o 5º verso na 5ª tradução por Edward Fitzgerald:
Irã realmente se foi com toda a sua Rosa, e a Taça Sev'n-ring'd de Janxide, onde ninguém sabe; Mas ainda um Ruby acende na videira, e muitos um jardim pelos golpes da água.